# Roberto Porta
Roberto Porta   (Montevideo, 7 de juny de 1913 - Buenos Aires, 2 de gener de 1984) fou un futbolista uruguaià de la dècada de 1940.
Fou 33 cops internacional amb la selecció de l'Uruguai. També jugà un partit amb la selecció italiana el 1935.
Pel que fa a clubs, defensà els colors de Nacional (Uruguai), Inter de Milà (Itàlia) i CA Independiente (Argentina).
Fou el seleccionador de la selecció de l'Uruguai a la Copa del Món de futbol de 1974.